# Bukovice (Hradec Králové)
Bukovice é uma comuna checa localizada na região de Hradec Králové, distrito de Náchod‎.